# فرناندو كوينتانايلا
فرناندو كوينتانايلا (بالإسبانية: Fernando Quintanilla) هو لاعب كرة قدم إسباني في مركز الدفاع، ولد في 13 نوفمبر 1964 في باراكالدو في إسبانيا. لعب مع أتلتيك بيلباو ب وأتلتيك بيلباو وريال بيتيس ونادي إلتشي ونادي مالقا.